# Sigvard Hellberg
Anders Sigvard "Sigge" Hellberg, född 7 november 1917 i Bollnäs församling, Gävleborgs län, död 10 april 1980 i Köping, var en svensk tävlingscyklist.
Hellberg, som då tillhörde Bollnäs CK, vann 1935–1937 norrländska mästerskapet samt var 1940 och 1941 tvåa i Sexdagarsloppet efter Sven "Svängis" Johansson och 1942 fyra. Han blev 1945 individuell segrare i landskampen mot Danmark i tempoåkning och hemförde 1941–1946 sex lag-SM (ett i Västerås IK och fem i Fredrikshofs IF). År 1946 tillhörde han Sveriges segrande lag i nordiska mästerskapet. Han deltog 1942–1945 i fem landskamper. Han var särskilt framgångsrik i lopp med individuell start. Efter att ha varit anställd som tjänsteman i Stockholm drev han senare firman Sigge Hellbergs Cykel & Motor i Köping.